# Jubalandia
Jubalandia (en somalí: Jubbaland; en italiano: Oltregiuba), también conocido como Valle de Juba (en somalí: Dooxada Jubba), es un estado federal ubicado en el sur de Somalia.

## Historia
A finales de los años ochenta, la autoridad moral del gobierno de Mohamed Siad Barre colapsó. El gobierno pronto se volvería cada vez más autoritario, y varios grupos antigubernamentales aparecerían en todo el país, llegando a causar una guerra civil y la caída de Siad Barre.
En medio del caos, Mohamed Said Hersi, yerno de Said Barre, y antiguo Ministro de Defensa, decretaría brevemente la independencia de Jubalandia el 3 de septiembre de 1998.

## Galería

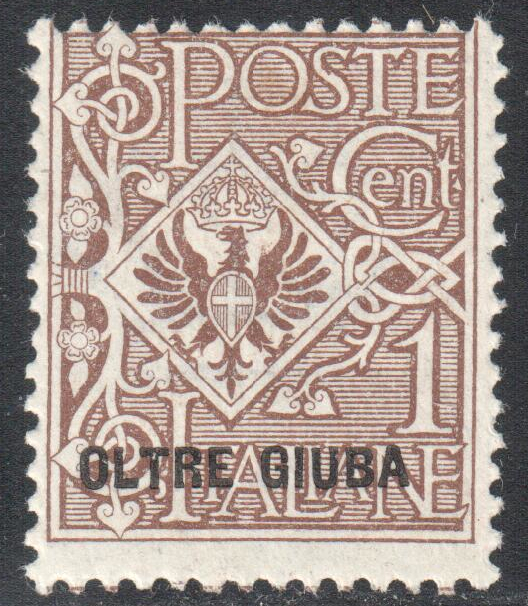
Sello de un céntimo de 1925.
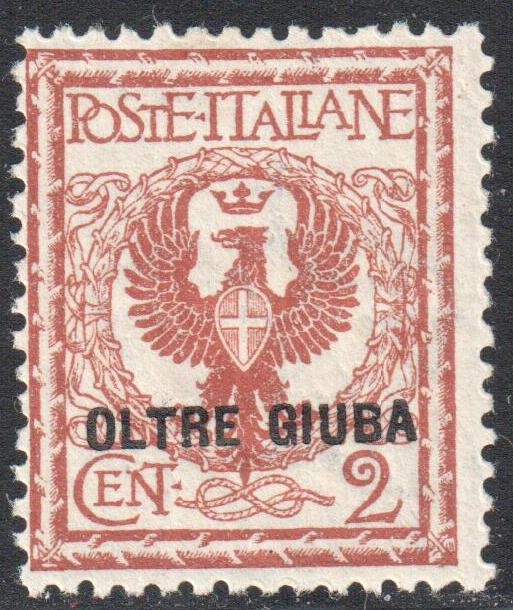
Sello de dos céntimos de 1925.

- Datos: Q949280
- Multimedia: Jubaland / Q949280